# الصول (السدة)

تعديل مصدري - تعديل

الصول هي إحدى قرى عزلة التويتي بمديرية السدة التابعة لمحافظة إب، بلغ تعداد سكانها 248 نسمة حسب تعداد اليمن لعام 2004. وهي مركز لعدة قرى تابعة لما يسمى ممسى الصول وهي يداخ والمذابب وبيت اللبود وجرين المقابر وهي من أقدم القرى الموجودة في المنطقة، حيت تشير كثير من المسميات فيها إلى أنها حميرية.

## الموقع
تقع على سفح جبل جميل يسمى بالمصنعة وهو فعلا جبل منيع لا يمكن الوصول إلى قمته المستوية إلا من خلال طرق  معدودة ويتميز بالصلابة، ومن جهة الشمال يحدها جبلا آخر ويسمى من جهة هذه القرية جبل المسيالي لوجود شلال يجري فيه أثناء نزول الأمطار في فصل الصيف والخريف، ومن جهة الجنوب الغربي تطل عليها هضبة جرين النود تكتسي بالزعتر، وتطل القرية من الشرق على قرية المذابب ووادي الربة، كما تطل مع بقية قرى الممسى على جزء كبير من سيل الشعر والذي لا ينقطع جريان مائه طوال العام وخاصة بعد بناء سد مائي يعتبر ثاني سد بعد سد مأرب من حيث كمية الماء التي يحتجزها وهو سد معبرة السياحي.

## القرى التابعة لها
قرية الصول تتبعها قرى قديمة لا زالت  بعض آثارها باقية حتى اليوم مثل قرية الخرابة شمال القرية والمعين والتهامي وخرائب الروم في يداخ، كما تتميز قرية الصول بوفرة ينابيع الماء فيها عن يمين وعن شمال ففي يمين القرية نبع ماء يسمى الحكم وعن شمالها نبع ماء آخر يسمى الجدلة وهذين النبعين مصار لمنابع  أخرى أسفل القرية كما تتميز القرية وممساها بوجود غابات جميلة(المجهم-المعين)  تعيش فيها حيوانات مختلفة مثل الضباع والسناجب وغيرها.. ويوجد في القرية سرداب ماء أثري يسمى بالمجن في منطقة الجدلة يبلغ طوله أكثر من خمسين مترا ويستيطع الأنسان أن يدخل إلى نهايته واقفا ويعود تاريخ هذا المجن إلى الدولة الحميرية حيت تسمى جدرانه بالجدار الأسعدي نسبة إلى أسعد الكامل وتعلو سطحه أراضي  زراعية خصبة… كما يوجد في قرية الصول وممساها شلالات ماء فائقة الجمال ففي شمال القرية يوجد شلال سايلة الغيل وسايلة اللبن وعن يمينها شلال برة الذي لا يقل جمالا.. ويتوسط قرية الصول دار قديم يعود لمائتين سنة بناه الشيخ/علي عبد لله الفهد حيث يتميز بالموقع الذي يشبه القلعة والبناء المحصن والمفارج الجميلة التي تطل على المنطقة برمتها وإلى جواره مباشرة جامع لا يقل قدما عنه.. كما توجد في شمال القرية مدافن كبيرة جدا يعرفها أغلب سكان مخلاف الشعر حيث كانت تمثل سلة غذائية للمنطقة.. وتعود ملكيتها إلى الشيخ/حسن أحمد علي الفهد وصالح الحاج الفهد وأحمد ثابت اللبود وقد كانت هذه المدافن تتسع لمآت الأقداح من الحبوب .. وقد كانت هذا القرية مهدا للشاعر /عبد العزيز المقالح حيث ولد فيها وعاش فيها طفولته حيث وهي قرية أمه التي تنتمي لآل الفهد ولمح إليها في كثير من شعره وكذلك عاش فيها القاضي/أحمد محمد الشامي وزير الأوقاف السابق رحمه الله جزاء من حياته عند أخوال أمه من آل الفهد وظل وفيا لهذه القرية حتى مماته رحمه الله…لايمكن أن تذكر قرية الصول وممساها دون ذكر الشيخ/عبد العزيز حسن الفهد شيخ الممسى وعضو المجلس المحلي في مديرية السدة شخصية اجتماعية   وثقافية فاعلة في الممسى والمنطقة..  .الأرقام التي وردت في التعداد السكاني لا تمثل الربع من سكان الممسى حيث والغالبية يعيشون في المدن مثل صنعاء وغيرها…  يسكن ممسى الصول عدة أسر وهم آل الفهد وآل اللبود وآل المولد وآل المهدي وآل الأشول وآل السحولي . 